# هان سوك كيو
هان سوك كيو هو ممثل كوري جنوبي ولد في 3 نوفمبر 1964. اشتهر بدوره في مسلسل دكتور رومانسي.

## روابط خارجية
هان سوك كيو على موقع IMDb (الإنجليزية)
- هان سوك كيو على موقع أول موفي (الإنجليزية)
- هان سوك كيو على موقع قاعدة بيانات الفيلم (الإنجليزية)